# Неизгладимая печать
Неизглади́мая печа́ть (лат. indelebile signum), также характи́р неизглади́мый (character indelebilis) — термин католического богословия, согласно которому, три таинства из семи (крещение, миропомазание и священство) оставляют в душе посвящаемого нестираемый, вечный след. Этот след невозможно никогда и никак уничтожить.
В древней Церкви догмата о неизгладимой печати не существовало. Например, согласно учению древней Церкви священник, изверженный из сана, лишается навсегда права священнодействия, лишается имени и чести священнослужителя, перестаёт принадлежать к клиру, становится мирянином, каким был до рукоположения. Догмат о неизгладимой печати принят в католицизме в 1439 году на Флорентийском соборе. Он был изложен в булле папы Евгения IV, посвящённой унии с армянами, в которой говорится:
Среди этих (семи) таинств, есть три святыни, крещение, конфирмация и священство, как характиры, от других отличны, они оставляют знак духовный в душе (человека), неизгладимый.
В 1545 году на седьмом заседании Тридентского собора принято девятое правило, согласно которому все отвергающие наличие неизгладимой печати этих трёх таинств были преданы анафеме. На двадцать третьем заседании Тридентского собора принято четвёртое правило, согласно которому учащие о том, что священник после извержения из священства становится мирянином, были преданы анафеме.
Согласно 845 канону Католического Кодекса канонического права 1983 года: «Таинства крещения, миропомазания и рукоположения, налагающие неизгладимую печать (characterem imprimant), не могут преподаваться повторно».
Католическое учение о неизгладимой печати трёх таинств включили в свои сочинения отдельные православные авторы: Лаврентий Зизаний Тустановский — в «Большой катехизис» 1627 года: «есть же особне действо другое самех точию трех святых таин, сиречь крещения, святаго мира и священничества. яко нам души начертание содевают и печатают, еже вовеки не истребляется ниже изменяется», и Пётр Могила — в Требник 1646 года: «Вестно же буди, яко три Таины суть, их же повторяти никакоже подобает, сия же суть, Крещение, Миропомазание, и Священство. Сигоже убо ради не повторяются сия святыя Тайны, ибо характир си есть, печать или знамение николиже истираемое на души приемлющего творят».